# Liste der Kulturdenkmäler in Gillenbeuren
In der Liste der Kulturdenkmäler in Gillenbeuren sind alle Kulturdenkmäler der rheinland-pfälzischen Ortsgemeinde Gillenbeuren aufgeführt. Grundlage ist die Denkmalliste des Landes Rheinland-Pfalz (Stand: 21. September 2023).

## Einzeldenkmäler
| Bezeichnung                        | Lage                                | Baujahr         | Beschreibung                                                                     | Bild                           |
| ---------------------------------- | ----------------------------------- | --------------- | -------------------------------------------------------------------------------- | ------------------------------ |
| Pietà                              | Hauptstraße, Ecke Lindenstraße Lage | 18. Jahrhundert | Pietà, 18. Jahrhundert                                                           | Fotos hochladen                |
| Wegekreuz                          | Kirchstraße, vor Nr. 2 Lage         | 1853            | Holzkreuz, bezeichnet 1853                                                       | Fotos hochladen                |
| Wohnhaus                           | Kirchstraße 3 Lage                  | 1834            | Wohnhaus einer Hofanlage; Krüppelwalmdachbau, bezeichnet 1834                    | BW                             |
| Pfarrhaus                          | Kirchstraße 7 Lage                  | 1789/90         | Pfarrhaus, 1789/90; repräsentativer Mansardwalmdachbau, bezeichnet 1829 (Umbau)  | Fotos hochladen                |
| Katholische Pfarrkirche St. Martin | Kirchstraße 11 Lage                 | 1846/47         | Saalbau, Bruchstein, Rundbogenstil, 1846/47; Grabkreuze, 18. und 19. Jahrhundert | weitere Bilder Fotos hochladen |